# Zipolo
Lo zipolo (o  zaffo) è un bastoncino di legno con un'estremità leggermente appuntita. È usato specialmente per otturare il foro di spillatura delle botti.
Il termine, usato in enologia, è di origine longobarda e deriva dalla voce antica zippel e dalla sua successiva italianizzazione zippa, che significa estremità appuntita oppure cuneo. Dallo stesso etimo origina anche il termine italiano "zeppa".